# Radiotelefonie
Radiotelefonie is het overzenden van spraak (telefonie) via radiogolven in tweewegverkeer (half-duplex of full-duplex). Voorbeelden van radiotelefonie zijn de marifoon, de portofoon en de mobilofoon. Voor radiotelefonie wordt  gebruikgemaakt van frequenties uit de high-frequencyband, vaak de VHF-band.
Daarnaast is radiotelefonie de officiële term die gebruikt wordt voor de communicatie tussen de luchtverkeersleider en de piloot van een vliegtuig. Vaak wordt de term afgekort als 'RT' of 'RTF' (waarbij de letters op zijn Engels worden uitgesproken). Het jargon verloopt volgens strikte regels die zijn opgesteld door Internationale Burgerluchtvaartorganisatie, dit om de communicatie zo kort mogelijk, maar vooral zo duidelijk en eenduidig mogelijk te houden. 

## Termen
- Over: Met deze term wordt aangegeven dat de boodschap ten einde is. Hiermee wordt het woord aan de andere partij gegeven.
- Uit: Met deze term wordt aangegeven dat de communicatie stopt. De partijen geven hierna geen antwoord meer.
- Roger: Betekent zoveel als "Begrepen"
- Wilco: Afgekorting voor "Will Comply" of m.a.w. "Ik zal het uitvoeren", "Komt in orde".
- Sitrep: Afkorting voor "Situation Report". Indien er een sitrep gevraagd wordt, wil men als antwoord een bondige situatieschets.

Een vaak voorkomende misconceptie is de combinatie "over en uit". Je kan niet het woord aan de andere partij geven en tegelijk het gesprek beëindigen. Je gebruikt dus enkel "over" OF "uit", en niet beide.

## Spellen
Bij het spellen wordt elke letter als een woord aangeduid uit het NAVO-spellingsalfabet. Voor getallen worden de cijfers meestal in het Engels uitgesproken om verwarring te vermijden (denk maar aan "negen" of "zeven"). De regels zijn er voornamelijk gekomen omdat in radiocommunicatie niet altijd een even zuivere klank kon worden bekomen. Bij volzinnen kan de luisteraar de boodschap meestal wel begrijpen als er hier of daar wat ruis optreedt. Bij een letter zou dit niet meer lukken.